# ماریو ارنستو داویلا آراندا
ماریو ارنستو داویلا آراندا (متولد ۱۶ ژانویه ۱۹۵۹) یک مکزیکی دامپزشک و سیاستمدار وابسته به حزب اقدام ملی است. از سال ۲۰۱۴ او به عنوان معاون مجلس نمایندگان LIX کنگره مکزیک نمایندگی گوآناخوآتو خدمت کرده‌است. 